# 明鄉陳氏正譜

《承天明鄉社陳氏正譜》書影，收錄了《明鄉陳氏正譜》在內

《明鄉陳氏正譜》（越南語：Minh Hương Trần Thị Chính Phả），越南漢文書籍，為承天省（順化）明香社（明鄉）陳氏家族的族譜，記錄該家族從17世紀中國明清鼎革之際福建漳州人陳養純南遷越南中部定居，繁衍至20世紀陳氏十一代人的事跡。該譜從18世紀前期起由陳氏族人初修，其後經過重修，1930年十世孫陳元爍編輯。該譜在後世獲得學界重視，史家陳荊和指出它記載明末以後越南華人甚詳，是研究明鄉的重要史料。

## 本書的編撰
承天明鄉的陳氏家族，先祖是在中國明朝亡國時南下，流寓順化，繁衍成為當地明鄉社大族。記載該族歷史的《明鄉陳氏正譜》，編撰過程始於18世紀初，當時的第四世族長陳渭有感「吾家世譜多所未詳」，便與族人陳世昌「參訂酌宜」，由世昌負責著述，但因世昌早逝，故對陳氏的「大中小宗，并諱名忌日，畧畧記之而已，至於嘉言善行未及編修」。1739年（黎永佑五年，阮福濶二年），第五世族長陳士益進行第二次修譜，「專訪詳究，乃輯成之」，這次編修對各代族人「雖不盡其生平，略有補於一二而傳之者」。第七世族長陳養鈍（御賜名踐誠）在1875年（阮嗣德二十七年），為讓「世世子孫，得知己派出自幾世祖」，乃第三度編輯家譜。至1930年（阮保大五年），第十一世族人陳元爍為「謹遵先志」，於是把各代長房人物事跡編成「正譜」（即《明鄉陳氏正譜》），又把第一至第六世長房、第六世以後次房編為「副譜」。

## 內容概述
- 譜例（1930年，阮保大五年陳元爍撰）
- 恭錄原正譜序(1875年，阮嗣德二十七年陳踐誠撰）
- 恭錄原譜序(1739年，黎永佑五年、阮福濶二年，陳士益撰）

正譜中所載陳氏各代人物如下：
- 第一世
  - 始祖公陳養純（族長）（配偶：元配、繼配）
- 第二世（陳養純所生）
  - 德善公陳總，字懷霖（族長）（配偶：劉氏、□氏）
  - 敏政公陳洪，字懷春
- 第三世（陳總所生）
  - 性善公陳宗，字迎日（族長）（配偶：陳文氏）
  - 陳氏槿
  - 陳氏杜
  - 陳頊，字迎福
  - 陳穎，字迎壽
  - 陳賴，字迎祿
  - 陳氏真
- 第四世（陳宗所生）
  - 陳申，字元禮，又字錫珪
  - 陳潛，字元論，又字錫璋
  - 陳氏月
  - 陳元潢
  - 陳氏兌
  - 陳氏果
  - 陳氏蘭
  - 敏直公陳渭，字元延，又字錫珍（族長）（配偶：阮氏、唐氏、黎氏、黎氏）
- 第五世（陳渭所生）
  - 陳士英
  - 陳氏要
  - 陳士琳
  - 陳氏協
  - 溫穆公陳士益，字進之，號天驥（族長）（配偶：高氏、陳聿氏、宋氏）
  - 陳士壬
  - 陳士團，名㥳，號天駟
  - 陳士定，名怡，字于一，號天騆
  - 陳士情，名恕，字天真，號天驊
  - （無名）
  - 陳士曠
  - 陳氏憲
  - 陳氏愈
  - 陳士旼，字伯和，號天騮
  - 陳士曜，字叔景，號天騅
  - 陳士旦，字紱麟
  - 陳氏應
  - 陳氏閉
  - 陳士昞
- 第六世（陳士益所生）
  - 陳氏桂
  - 陳□□
  - 莊懿公陳䋚，字伯亮（族長）（配偶：林氏）
  - 陳朝綱，又諱檜
  - 陳朝緯，字仲宏，名蔭
  - 陳氏柳，名希
  - 陳朝綽，字惟寅，名表
  - 陳氏桃，名誥
  - 陳氏榴，又諱樞
  - 陳朝縉，字惟寧
  - 陳朝綿，字惟宣，名帥
  - 陳朝絢，字惟宜，名彪
  - 陳氏標，名繚
- 第七世（陳䋚所生）
  - 文誼公陳養鈍，字時敏，御賜名踐誠（族長）（配偶：梁氏、黃氏、阮氏、陳文氏、黎氏、尊女氏）
  - 陳氏柔
  - 陳養釗，字嗣發
  - 陳養錠，字嗣嘗
  - 陳氏𡢃
  - 陳養錫
- 第八世（陳養鈍所生）
  - 陳氏嫝
  - 陳氏娃
  - 陳氏妤
  - 陳氏好
  - 陳氏𡗊
  - 陳氏嬐
  - 陳氏妙
  - 慧簡公
  - 慧簡公陳懷永，字踐讜，小字思甫（族長）（配偶：龔氏）
  - 男（無名）
  - 陳氏
  - 陳氏嫻
  - 陳氏
  - 陳懷清，字踐誡，又字踐訓
  - 陳懷瀅
  - 陳氏杜
  - 男（無名）
  - 陳懷瀞
  - 陳氏順
  - 陳氏進
  - 陳懷溥，字踐誨，小字汝忠
  - 陳氏姬，名𡮈
  - 陳氏𨮁
- 第九世（陳懷永所生）
  - 瑞諒公陳迎本，字踐謀，小字拙齋（族長）（配偶：謝氏）
  - 陳氏嫣
  - 女（無名）
  - 女（無名）
  - 陳氏嬉
  - 陳迎杓，字踐譔
  - 陳迎棟，字踐識
  - 女（無名）
  - 陳迎柏，字踐讓，小字友松
  - 陳氏𡞰
  - 男（無名）
- 第十世（陳迎本所生）
  - 陳元煇，字踐誘，小字雙循
  - 陳元煥，字踐詮，小字少韓（族長）（配偶：尊女氏）
  - 陳元𤏸，字踐譮，小字明之
  - 陳元爍，字踐誼，小字汝光
  - 陳氏珣
  - （無名）
  - （無名）
  - 陳煒，字踐讌
  - 陳氏珵
  - 陳氏𤨿
  - 陳元燿，字踐譓
- 第十一世（陳元煥所生）
  - 陳氏如琇
  - 陳氏如瑜
  - 陳氏琓
  - 陳士𡌴，字踐讚，小字呆齋
  - 陳士均，字踐𧬆
  - 陳士境，字踐譄
  - 陳士坦，字踐許
  - 陳氏瑠
  - 陳士坊，字踐誦
  - 陳士墀，字踐討

## 本書內容反映的明鄉人傳統
學者陳荊和對本譜進行考證研究，認為其內容反映了九項越南明鄉人傳統：
一，陳氏先祖在明清之際「避亂南來生理，衣服仍存明制」，與河仙鄚玖家族、邊和鄭懷德家族一樣，是「不甘屈受異族（指滿族的清朝）之統治，為保全漢家民族正氣」的明末遺民。
二，陳氏首代的陳養純南下後，娶當地人為繼配，陳荊和指出這使當時海外華僑，能「有利於商業行為」。
三，陳氏歷代的嫡派，純大部分均娶華人或華裔為正室（除第十世族長才娶阮朝宗室婦女為元配），這乃在保存其血統之純潔性。
四，陳氏之次房男子，大多娶當地人；而陳氏之女兒，不少人與華人或華裔結親。
五，譜中所見陳氏第一世至第十一世的嫡派男子，都依中國傳統雅俗，按字輩序列取名，其次序為「養、懷、迎、元、士、朝、養、懷、迎、元、士」，此一序列有異於中國不襲用先世字諱的風俗，自第七代以後重複使用第一至六代的字諱。陳荊和認為這或是明鄉各種共通之風尚，對中國取名法有所修改。
六，陳氏子孫在第六世（約18世紀後半期）以前，與福建宗族仍保持關係，多次回中國省親、經商、娶妻。但自第六世以後，族人如陳養鈍已成阮朝顯宦，為保社會地位及自覺是少數民族，乃不便與中國或華僑接觸，轉而多與本土人士交往，越化程度亦日深。
七，陳氏各代的職業，前四代主要為商人，第五世族人始有入仕，至第八世以後又中落不振，僅賴先人蔭補，獲較低官職而已。
八，陳氏各代族人，曾到嘉定經商、任官、教學等等，可見陳氏與嘉定關係之深，其中原因亦與阮主政權在嘉定設府以後吸引中越人士移民有關。
九，《明鄉陳氏正譜》所載的姻戚關係，補充了越南南部近代華僑之史料，從中可見阮主、阮朝時期若干顯要人物均為華裔。

## 學術評價
學者陳荊和指出 ，明末遺民及其後裔如何在明鄉社安生立命及創建事業，相關的歷史文獻較缺，而《明鄉陳氏正譜》，則對明末華人南移及其後人情況有相當詳細的記載。

## 流傳情況
20世紀中期，《明鄉陳氏正譜》的編輯者之一的陳元爍在順化認識時在順化大學任教的陳荊和，因陳荊和搜集明末華裔及明鄉人史料，陳元爍讓其觀看家譜，陳荊和閱後便決定刊出。經過整理後，由陳荊和撰考略，編成《承天明鄉社陳氏正譜》一書，《明鄉陳氏正譜》全文附錄在內，由香港中文大學新亞研究所出版。

## 引用來源
1. ↑  徐善福、林明華《越南華僑史》，廣東高等教育出版社，137頁。
2. ↑  陳元爍、陳荊和《承天明鄉社陳氏正譜·恭錄原譜序》，香港中文大學新亞研究所，40─41頁。
3. ↑  陳元爍、陳荊和《承天明鄉社陳氏正譜·譜例》，香港中文大學新亞研究所，35頁。
4. ↑  陳元爍、陳荊和《承天明鄉社陳氏正譜·恭錄原譜序》，香港中文大學新亞研究所，41頁。
5. ↑  陳元爍、陳荊和《承天明鄉社陳氏正譜·恭錄原正譜序》，香港中文大學新亞研究所，39頁。
6. ↑  陳元爍、陳荊和《承天明鄉社陳氏正譜·譜例》，香港中文大學新亞研究所，35─36頁。
7. ↑  陳元爍、陳荊和《承天明鄉社陳氏正譜·承天明鄉社陳氏正譜考畧》，香港中文大學新亞研究所，25─34頁。
8. 1 2  陳元爍、陳荊和《承天明鄉社陳氏正譜·承天明鄉社陳氏正譜考畧》，香港中文大學新亞研究所，7─8頁。
9. ↑  陳元爍、陳荊和《承天明鄉社陳氏正譜》，香港中文大學新亞研究所。